# Miasto Kraljevo
Miasto Kraljevo (serb. Grad Kraljevo / Град Краљево) – jednostka administracyjna w Serbii, w okręgu raskim. W 2018 roku liczyła 118 363 mieszkańców.